# Дамаскус (Арканзас)
Дамаскус (англ. Damascus) — город, расположенный в округах Ван-Бьюрен и Фолкнер (штат Арканзас, США) с населением в 306 человек по статистическим данным переписи 2000 года.
2 мая 2008 года через северную часть города прошёл торнадо категории EF3 по шкале классификации Фудзиты, убивший троих человек и разрушивший множество жилых домов Дамаскуса.

## География
По данным Бюро переписи населения США Дамаскус имеет общую площадь в 4,92 квадратных километров, водных ресурсов в черте населённого пункта не имеется.
Город расположен на высоте 212 метров над уровнем моря.

## История
В ночь с 18—19 сентября 1980 года близ Дамаскуса произошла катастрофа со стратегическим носителем ядерного оружия

## Демография
По данным переписи населения 2000 года в Дамаскусе проживало 306 человек, 90 семей, насчитывалось 137 домашних хозяйств и 157 жилых домов. Средняя плотность населения составляла около 61,2 человек на один квадратный километр. Расовый состав Дамаскуса по данным переписи распределился следующим образом: 97,71 % белых, 0,98 % — чёрных или афроамериканцев, 0,33 % — коренных американцев, 0,98 % — представителей смешанных рас. Испаноговорящие составили 1,31 % от всех жителей города.
Из 137 домашних хозяйств в 26,3 % — воспитывали детей в возрасте до 18 лет, 53,3 % представляли собой совместно проживающие супружеские пары, в 7,3 % семей женщины проживали без мужей, 34,3 % не имели семей. 30,7 % от общего числа семей на момент переписи жили самостоятельно, при этом 19,0 % составили одинокие пожилые люди в возрасте 65 лет и старше. Средний размер домашнего хозяйства составил 2,23 человек, а средний размер семьи — 2,81 человек.
Население города по возрастному диапазону по данным переписи 2000 года распределилось следующим образом: 21,2 % — жители младше 18 лет, 5,9 % — между 18 и 24 годами, 25,2 % — от 25 до 44 лет, 21,9 % — от 45 до 64 лет и 25,8 % — в возрасте 65 лет и старше. Средний возраст жителей составил 44 года. На каждые 100 женщин в Дамаскусе приходилось 96,2 мужчин, при этом на каждые сто женщин 18 лет и старше приходилось 88,3 мужчин также старше 18 лет.
Средний доход на одно домашнее хозяйство в городе составил 28 977 долларов США, а средний доход на одну семью — 38 750 долларов. При этом мужчины имели средний доход в 28 214 долларов США в год против 16 458 долларов среднегодового дохода у женщин. Доход на душу населения в городе составил 18 342 доллара в год. 1,3 % от всего числа семей в округе и 8,0 % от всей численности населения находилось на момент переписи населения за чертой бедности, при этом 22,2 % из них находились в возрасте 65 лет и старше.